# John Campbell, 4. vévoda z Argyllu
John Campbell, 4. vévoda z Argyllu (John Campbell, 4th Duke of Argyll, 4th Marquess of Kintyre and of Lorne, 4th Earl of Campbell and of Cowall, 4th Lord Inverary, Mull, Morvern and Tirie) (1693 – 9. listopadu 1770) byl skotský šlechtic, britský generál a politik. Od mládí sloužil v armádě a zúčastnil se dynastických válek 18. století, dlouhodobě byl také poslancem Dolní sněmovny. Po vzdáleném příbuzenstvu zdědil v roce 1761 rozsáhlý majetek ve Skotsku a titul vévody z Argyllu.

## Životopis
Pocházel ze starobylého skotského klanu Campbellů, patřil k vedlejší linii vévodů z Argyllu. Pocházel z početné rodiny Johna Campbella (1660–1729), dlouholetého poslance Dolní sněmovny. Od roku 1710 sloužil v armádě a ještě za války o španělské dědictví dosáhl hodnosti podplukovníka. Od mládí souběžně zastával hodnosti u dvora, od roku 1714 byl komořího krále Jiřího I. a později i Jiřího II. V roce 1713 byl poprvé zvolen do Dolní sněmovny, kde pak až do roku 1761 zastupoval několik volebních obvodů ve Skotsku, patřil ke straně whigů. Souběžně nadále sloužil v armádě, za války o rakouské dědictví bojoval v bitvě u Dettingenu, během této války dosáhl hodností brigádního generála (1743), generálmajora (1744) a generálporučíka (1747).
V roce 1761 se po bratranci Archibaldovi dědicem titulu vévody z Argyllu spolu s rozsáhlým majetkem ve Skotsku. Šlechtické tituly platily pouze pro Skotsko, ale v letech 1761–1770 zasedal ve Sněmovně lordů jako reprezentant skotských peerů. Zastával čestnou hodnost guvernéra v Limericku (1761–1770) a v roce 1765 dosáhl hodnosti generála. V roce 1762 byl jmenován členem Tajné rady a v roce 1765 obdržel skotský Řád bodláku.
Jeho manželkou byla Mary Bellenden (1685–1736), která pocházela ze skotské rodiny hrabat z Roxburghe. Z jejich manželství pocházelo pět dětí, z nichž dvě zemřely v dětství. Pokračovatelem rodu byl syn John Campbell, 5. vévoda z Argyllu (1723–1806), který v armádě dosáhl hodnosti polního maršála. Dcera Caroline (1721–1803) byla manželkou státníka Henryho Seymour-Conwaye.